# Hippa testudinaria
Hippa testudinaria is een tienpotigensoort uit de familie van de Hippidae. De wetenschappelijke naam van de soort is voor het eerst geldig gepubliceerd in 1791 door Herbst.